# Grutas da Moeda
As Grutas da Moeda são grutas calcárias na freguesia de São Mamede, no concelho da Batalha, no distrito de Leiria, em Portugal.
Estas grutas calcárias encontram-se situadas nas proximidades da Cova da Iria, na cidade de Fátima.

## História
As Grutas da Moeda foram descobertas em 1971 por dois caçadores que andavam a perseguir uma raposa. A curiosidade levou-os a explorar o algar, desde logo a "Sala do Pastor", repleta de formações calcárias. Durante perto de dois meses, os dois homens continuaram a escavar as estreitas fendas que se seguiram à primeira caverna, desvendando pouco a pouco as demais salas e galerias que hoje se incluem no percurso visitável.
Entretanto geólogos e outros técnicos e procederam ao aproveitamento da gruta como atração turística preservando-se rigorosamente as suas características incluindo a paisagem serrana à superfície.

## Características

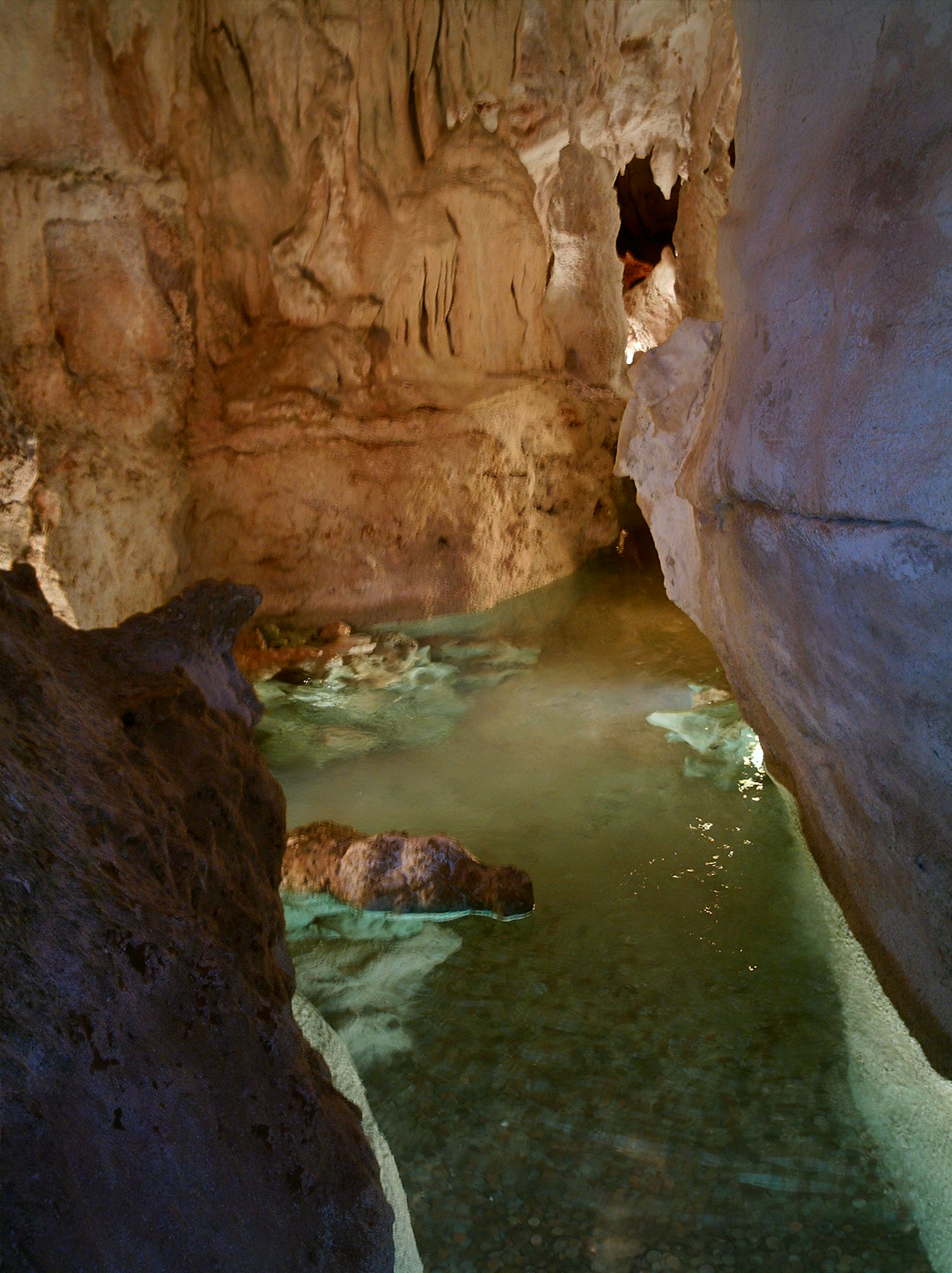
As Grutas da Moeda.

A beleza das grutas é assegurada pela diversidade de materiais argilosos e de calcites. Os nomes das salas sugerem as imagens que cada uma evoca ao visitante: "Presépio", "Pastor", "Cascata", "Virgem", "Cúpula Vermelha", "Marítima", "Capela Imperfeita", "Bolo de Noiva", "Abóbada Vermelha" e "Fonte das Lágrimas".
A extensão visitável da gruta é de 350 metros, atingindo-se uma profundidade de 45 metros. A temperatura interior da gruta é, em média, de 18 ºC.
A entrada e saída da gruta é feita em locais diferentes, envolvidos por uma característica paisagem serrana.

## Lenda das Grutas
Segundo a tradição local, um homem abastado das redondezas, ao passar por um matagal em torno de um covão, foi atacado e saqueado por um bando de malfeitores que o assassinaram, como era frequente em tempos idos. O corpo sem vida foi atirado para o precipício cavernoso e, na pressa, os assaltantes deixaram cair, com o corpo da vítima, o saco das moedas que esta transportava e cujo roubo fora o móbil do crime. As moedas espalharam-se pelo precipício, perdendo-se irremediavelmente, o que deu ao lugar o nome pelo qual ainda hoje é conhecido.